# Sminthopsis virginiae
Sminthopsis virginiae is een roofbuideldier uit het geslacht van de smalvoetbuidelmuizen. De wetenschappelijke naam van de soort werd voor het eerst geldig gepubliceerd door Léonce de Tarragon in 1847.

## Kenmerken
De bovenkant is grijs, de onderkant vuilwit. De dunne, roze staart is ongeveer even lang als de kop-romp. De soort is te herkennen aan de grotendeels oranje bovenkant van de kop. De kop-romplengte bedraagt 80 tot 135 mm, de staartlengte 87 tot 135 mm, de achtervoetlengte 21 tot 22 mm, de oorlengte 18 tot 20 mm en het gewicht 18 tot 75 g. Vrouwtjes hebben acht mammae in Australië, maar zes in Nieuw-Guinea.

## Voortplanting
Van oktober tot maart wordt er gepaard. Na een zwangerschap van 15 dagen worden er tot 8 jongen geboren, die na 65 tot 70 dagen gespeend worden en na 4 tot 6 maanden geslachtsrijp zijn. Vrouwtjes kunnen in één jaar meerdere nesten krijgen.

## Verspreiding
Deze soort komt voor in de Kimberley (West-Australië), het noorden van het Noordelijk Territorium en Noordoost-Queensland (Australië), en in het zuiden van Nieuw-Guinea en op de Aru-eilanden.

## Ondersoorten
De soort heeft de volgende ondersoorten:
- Sminthopsis virginiae virginiae (de Tarragon, 1847) – komt voor in het noordoosten van Queensland.
- Sminthopsis virginiae nitela Collett, 1897 – komt voor in het Noordelijk Territorium en het noorden van West-Australië.
- Sminthopsis virginiae rufigenis Thomas, 1922 – komt voor in het zuiden van Nieuw-Guinea.

Sminthopsis aitkeni · Sminthopsis archeri · Sminthopsis bindi · Sminthopsis boullangerensis · Sminthopsis butleri · Dikstaartsmalvoetbuidelmuis (Sminthopsis crassicaudata) · Sminthopsis dolichura · Sminthopsis douglasi · Sminthopsis froggatti · Sminthopsis fuliginosus · Sminthopsis gilberti · Sminthopsis granulipes · Sminthopsis griseoventer · Sminthopsis hirtipes · Sminthopsis leucopus · Sminthopsis macroura · Gewone smalvoetbuidelmuis (Sminthopsis murina) · Sminthopsis ooldea · Sminthopsis psammophila · Sminthopsis stalkeri · Sminthopsis virginiae · Sminthopsis youngsoni